# 居爾皮普
居爾皮普（法語：Curepipe）為模里西斯的第二大城，僅次於首都路易港，於2003年時人口為81,600人，居爾皮普位於模里西斯的中央台地區域。

## 外部連結
- 官方网站  （英文）